# Entre-cœur

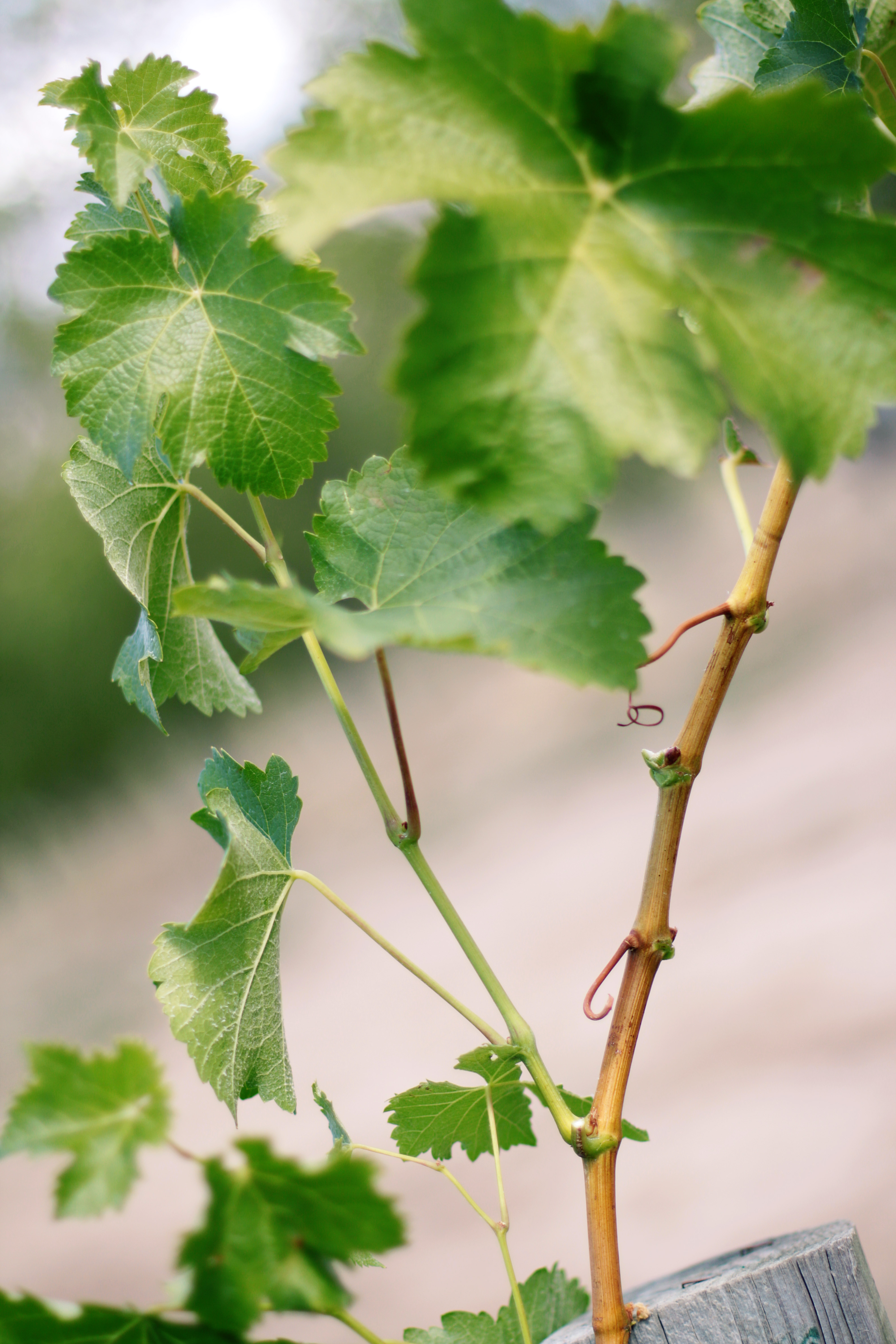
Entrecœur de vigne à gauche, et rameau principal à droite

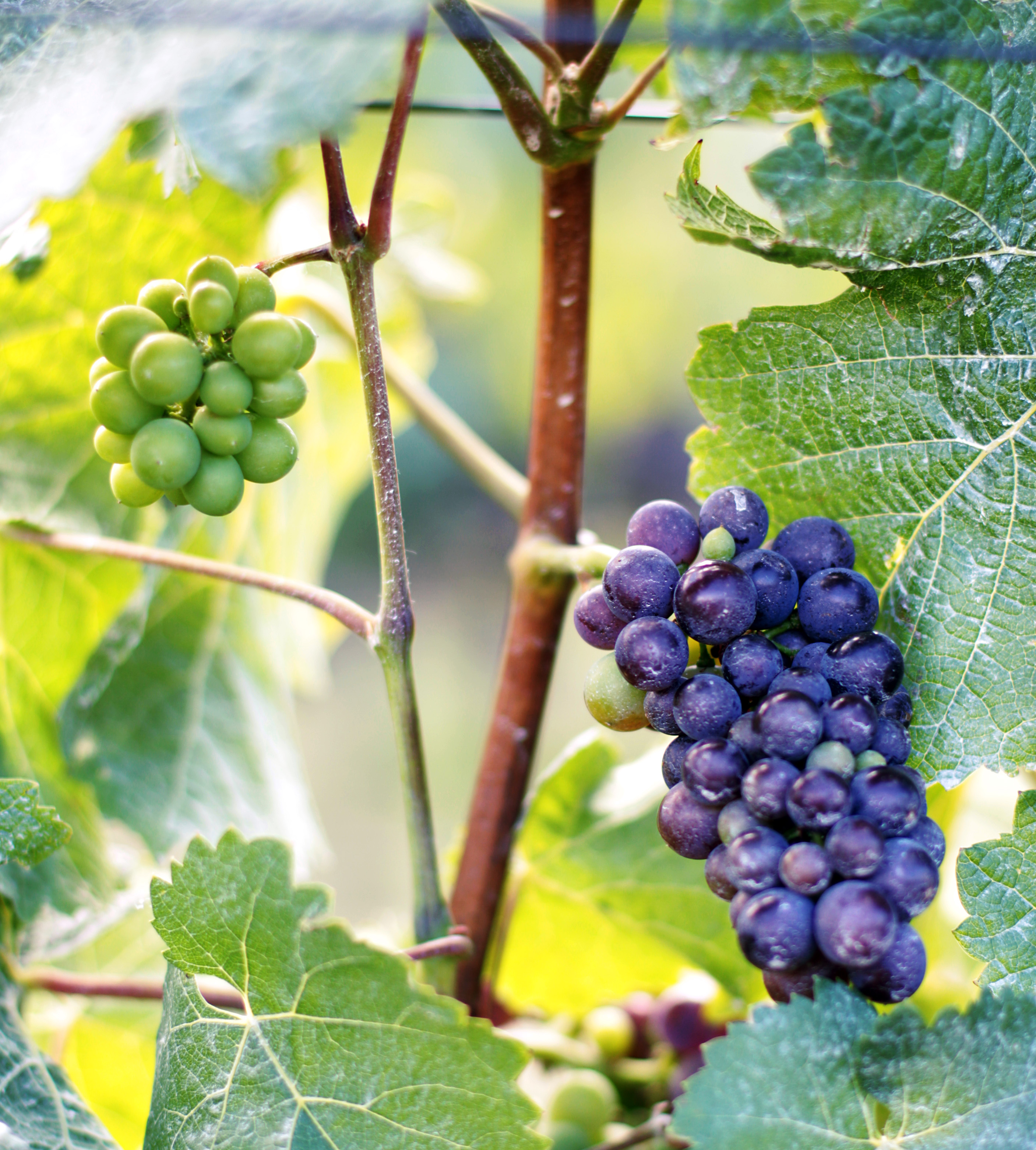
Grappe secondaire poussée sur un entrecœur, et grappe principale sur le rameau

Un entrecœur, aussi appelé filleul, est un rameau secondaire latéral issu d'un bourgeon situé sur le rameau de l'année. Il est de taille inférieure au rameau principal, issu des bourgeons de l'année précédente.

## Biologie
L'entrecoeur se développe le plus souvent lorsque l'apex du rameau de l'année est supprimé (coupé volontairement lors du rognage ou abîmé naturellement).

## Rôle pour la vigne
Il sert à pallier la défaillance du rameau principal empêché de continuer sa croissance. L'entrecœur est plus petit que le rameau principal, il peut concurrencer le développement des raisins, du fait de sa consommation d'énergie lors de sa croissance. L'entrecœur produit des feuilles, alors plus jeunes que les feuilles initiales, il est de ce fait plus apte à la photosynthèse car les feuilles anciennes sont peu photosynthétiques. Par la suite, l'entrecœur permet, s'il est maintenu à une longueur de quelques feuilles, de transmettre au raisin l'énergie nécessaire à sa maturation plus facilement que les autres feuilles déjà vieillies.
Par ailleurs, en épaississant le feuillage il favorise l'apparition de champignons (oïdium, mildiou, botrytis cinerea,... ).